# Азе ле Ридо
Азе ле Ридо (фр. Azay-le-Rideau) насеље је и општина у централној Француској у региону Центар (регион), у департману Ендр и Лоара која припада префектури Шенон. Познато је по оближњем истоименом ренесансном дворцу.
По подацима из 2011. године у општини је живело 3452 становника, а густина насељености је износила 126,26 становника/km². Општина се простире на површини од 27,34 km². Налази се на средњој надморској висини од 45 метара (максималној 102 m, а минималној 36 m).

## Демографија
| 1962. | 1968. | 1975. | 1982. | 1990. | 1999. | 2011. |
| ----- | ----- | ----- | ----- | ----- | ----- | ----- |
| 2.610 | 2.755 | 2.749 | 2.915 | 3.053 | 3.100 | 3.452 |

График промене броја становника у току последњих година

## Дворац
Дворац је грађен 1515—1527. и један је од најранијих ренесансних двораца. Налази се на острву на реци Ендр, а његови темељи се директно издижу из воде.
Жил Бертело, државни ризничар краља Франсоа I и градоначалник Тура, почео је да гради на овој локацији која је делимично припадала наследству његове супруге, Филипе Лезбахи. Она је руководила изградњом и дошла на идеју да постави централно степениште (escalier d'honneur), што је најупадљивија иновација у овом дворцу. Када је Бертело ухваћен у финансијској проневери, био је принуђен да 1528. побегне из недовршеног дворца кога више никада није видео. Краљ је конфисковао његово имање и поклонио дворац једном високом официру. 
Током векова замак је неколико мењао власника, закључно са XX веком када га је купила влада и рестаурирала. Његова унутрашњост је сасвим обновљена збирком ренесансних предмета. Данас је дворац отворен за јавност.